# Nhạn Môn
Nhạn Môn là một xã thuộc huyện Pác Nặm, tỉnh Bắc Kạn, Việt Nam.

## Địa lý
Xã Nhạn Môn có vị trí địa lý:
- Phía bắc giáp tỉnh Cao Bằng
- Phía đông giáp xã Bằng Thành và xã Bộc Bố
- Phía nam giáp xã Bộc Bố và xã Giáo Hiệu
- Phía tây giáp xã Giáo Hiệu, xã Công Bằng và tỉnh Cao Bằng.

Xã Nhạn Môn có diện tích 41,05 km², dân số năm 2019 là 2.110 người, mật độ dân số đạt 51 người/km².

## Hành chính
Xã Nhạn Môn được chia thành các xóm bản: Khuổi Ỏ, Phai Khỉm, Nà Bẻ, Slam Vè, Phiêng Tạc, Ngảm Váng, Nặm Khiếu, Vi Lạp.